# Osamu Nishi
Osamu Nishi (西修?, Nishi Osamu; 22 aprile 1992) è una fumettista giapponese.

## Biografia
È principalmente nota per essere l'autrice del manga Welcome to Demon School! Iruma-kun, in corso dal 2017 su Weekly Shōnen Champion.

## Opere
- Hotel Helheim (ホテル ヘルヘイム?) (2014-2015, Jump SQ)
- Dead an Dead (?), one-shot (2016, Jump SQ)
- Welcome to Demon School! Iruma-kun (魔入りました！入間くん?, Mairimashita! Iruma-kun) (2017-in corso, Weekly Shōnen Champion)
- Yawaraka Hunter Brothers (やわらかハンターブラザーズ?), one-shot (2018, Weekly Shōnen Champion)
- Mairimashita! Iruma-kun Gaiden: Kalego-hen (魔入りました!入間くん外伝 ―カルエゴ編―?) (2021-2024, Weekly Shōnen Champion)
- Mairimashita! Iruma-kun: If Episode of Mafia (魔入りました!入間くん if Episode of 魔フィア?) (2023-in corso, Weekly Shōnen Champion)
- Ichi the Witch (カグラバチ?), illustrato da Shiro Usazaki (2024-in corso, Weekly Shōnen Jump)